# نهيلة صدقي
نهيلة صدقي (29 نوفمبر 1998) هي لاعبة كرة قدم مغربية دولية، ولاعبة كرة قدم الصالات، تلعب في مركز خط الوسط.

## سيرة شخصية
نهيلة من مواليد مدينة القنيطرة، تلعب كرة القدم منذ الطفولة، وفي الثالثة عشر من عمرها شاركت في بطولة المدارس العربية في سبتمبر 2012 حيث كان المنتخب المغربي من أفضل لاعبي البطولة.

### مهنة النادي
تلعب في ناديي اتحاد طنجة وهلال تمارة.

### مهنة دولية

#### المغرب -20 سنة
تلقت دعوة أولية من مصطفى مسلم للعب مع منتخب المغرب تحت 20 عامًا في أغسطس 2017 في مركز محمد السادس لكرة القدم.
في نوفمبر 2017، لعبت مباراة ضد نيجيريا في الجولة الأخيرة من التصفيات المؤهلة لكأس العالم 2018، والتي افتتحت التسجيل في الدقيقة 21. لكن خسر المغرب المباراة في الإياب بنتيجة (5-1).

#### فريق المغرب لكرة الصالات
وتحت قيادة حسن رويلة، لعبت أولى مبارياتها ضد البحرين في المنامة مطلع مارس 2022. كما سجلت نهيلة أول أهدفها الدولية في كرة الصالات.

## الاحصائيات
| # | التاريخ       | الملعب                             | الخصم   | النتيجة | مُنافَسة                 | الأهداف | تمريرات |
| - | ------------- | ---------------------------------- | ------- | ------- | ---------------------- | ------- | ------- |
| 1 | 5 نوفمبر 2017 | المغرب ملعب أبو بكر عمار، سلا      | نيجيريا | 1 – 1   | تصفيات كأس العالم 2018 | 0       | 0       |
| 2 | 2 مارس 2022   | البحرين قاعة الاتحاد، المنامة      | البحرين | 3 – 0   | ودية                   | 0       | 0       |
| 3 | 3 مارس 2022   | البحرين قاعة الاتحاد، المنامة      | البحرين | 3 – 2   | ودية                   | 1       | 0       |
| 4 | 29 يوليو 2022 | المغرب قاعة مولاي عبد الله، الرباط | تايلاند | 2 – 0   | ودية                   | 0       | 0       |
| 5 | 31 يوليو 2022 | المغرب قاعة مولاي عبد الله، الرباط | تايلاند | 7 – 4   | ودية                   | 2       | 0       |

| النتيجة : = فوز = تعادل = خسارة |

## روابط خارجية
- صورة لنهيلة صدقي على dmcfoot